# Piłka nożna w Anglii (1895/1896)
Sezon 1895/1896 był 25. w historii angielskiej piłki nożnej.

## Zwycięzcy poszczególnych rozgrywek klubowych w Anglii
| Rozgrywka       | Zwycięzca     |
| --------------- | ------------- |
| First Division  | Aston Villa   |
| Second Division | Liverpool     |
| FA Cup          | The Wednesday |

## Rozgrywki ligowe

### First Division
|    |                         | M  | Z  | R | P  | B+ | B- | RB    | Pkt |
| -- | ----------------------- | -- | -- | - | -- | -- | -- | ----- | --- |
| 1  | Aston Villa             | 30 | 20 | 5 | 5  | 78 | 45 | 1.733 | 45  |
| 2  | Derby County            | 30 | 17 | 7 | 6  | 68 | 35 | 1.943 | 41  |
| 3  | Everton                 | 30 | 16 | 7 | 7  | 66 | 43 | 1.535 | 39  |
| 4  | Bolton Wanderers        | 30 | 16 | 5 | 9  | 49 | 37 | 1.324 | 37  |
| 5  | Sunderland              | 30 | 15 | 7 | 8  | 52 | 41 | 1.268 | 37  |
| 6  | Stoke City              | 30 | 15 | 0 | 15 | 56 | 47 | 1.191 | 30  |
| 7  | Sheffield Wednesday     | 30 | 12 | 5 | 13 | 44 | 53 | 0.830 | 29  |
| 8  | Blackburn Rovers        | 30 | 12 | 5 | 13 | 40 | 50 | 0.800 | 29  |
| 9  | Preston North End       | 30 | 11 | 6 | 13 | 44 | 48 | 0.917 | 28  |
| 10 | Burnley                 | 30 | 10 | 7 | 13 | 48 | 44 | 1.091 | 27  |
| 11 | Bury                    | 30 | 12 | 3 | 15 | 50 | 54 | 0.926 | 27  |
| 12 | Sheffield United        | 30 | 10 | 6 | 14 | 40 | 50 | 0.800 | 26  |
| 13 | Nottingham Forest       | 30 | 11 | 3 | 16 | 42 | 57 | 0.737 | 25  |
| 14 | Wolverhampton Wanderers | 30 | 10 | 1 | 19 | 61 | 65 | 0.938 | 21  |
| 15 | Birmingham City         | 30 | 8  | 4 | 18 | 39 | 79 | 0.494 | 20  |
| 16 | West Bromwich Albion    | 30 | 6  | 7 | 17 | 30 | 59 | 0.508 | 19  |

### Second Division
|    |                   | M  | Z  | R | P  | B+  | B- | RB    | Pkt |
| -- | ----------------- | -- | -- | - | -- | --- | -- | ----- | --- |
| 1  | Liverpool         | 30 | 22 | 2 | 6  | 106 | 32 | 3.313 | 46  |
| 2  | Manchester City   | 30 | 21 | 4 | 5  | 63  | 38 | 1.658 | 46  |
| 3  | Grimsby Town      | 30 | 20 | 2 | 8  | 82  | 38 | 2.158 | 42  |
| 4  | Burton Wanderers  | 30 | 19 | 4 | 7  | 69  | 40 | 1.725 | 42  |
| 5  | Newcastle United  | 30 | 16 | 2 | 12 | 73  | 50 | 1.460 | 34  |
| 6  | Manchester United | 30 | 15 | 3 | 12 | 66  | 57 | 1.158 | 33  |
| 7  | Woolwich Arsenal  | 30 | 14 | 4 | 12 | 59  | 42 | 1.405 | 32  |
| 8  | Leicester City    | 30 | 14 | 4 | 12 | 57  | 44 | 1.295 | 32  |
| 9  | Darwen            | 30 | 12 | 6 | 12 | 72  | 67 | 1.075 | 30  |
| 10 | Notts County      | 30 | 12 | 2 | 16 | 57  | 54 | 1.056 | 26  |
| 11 | Burton Swifts     | 30 | 10 | 4 | 16 | 39  | 69 | 0.565 | 24  |
| 12 | Loughborough      | 30 | 9  | 5 | 16 | 40  | 67 | 0.597 | 23  |
| 13 | Lincoln City      | 30 | 9  | 4 | 17 | 53  | 75 | 0.707 | 22  |
| 14 | Port Vale         | 30 | 7  | 4 | 19 | 43  | 78 | 0.551 | 18  |
| 15 | Rotherham Town    | 30 | 7  | 3 | 20 | 34  | 97 | 0.351 | 17  |
| 16 | Crewe Alexandra   | 30 | 5  | 3 | 22 | 30  | 95 | 0.316 | 13  |

M = rozegrane mecze; Z = zwycięstwa; R = remisy; P = porażki; B+ = bramki zdobyte; B- = bramki stracone; RB = stosunek bramek zdobytych do bramek straconych; Pkt = punkty